# Одоевский, Михаил Никитич (ум. 1590)
Михаи́л Ники́тич Одо́евский (ум. 1590, Псков) — князь, воевода из рода Одоевских, старший сын воеводы и боярина Никиты Романовича Одоевского.

## Биография
Впервые упоминается в 1580 году, когда был назначен первым воеводой сторожевого полка в Коломне, где он находился и в 1581 году. В сентябре 1582 года назначен первым воеводой полка левой руки в Кашире. В 1584 году воевода в Коломне и Туле.
В 1585 году отправлен "по крымским вестям" на берег Оки, где стоял до сентября, когда был отпущен со службы. Летом 1586 года Михаил Одоевский вновь назначен воеводой в Коломну, участвовал в разгроме крымско-татарскими отрядов на Оке и в награду получил от царя Фёдора Ивановича золотой.
В мае 1587 года будучи первым воеводой полка правой руки в Тарусе, находился под командованием боярина князя Ивана Михайловича Глинского на берегу Оки в Серпухове, где оборонял южнорусские земли от нападений крымских татар и ногайцев. В 1588 году был одним из воевод в Тарусе и послан "годовать" в Псков первым воеводой (ноябрь 1588). В 1589 году на воеводстве в Серпухове и Алексине, на воеводство поехал, но местничал с князем Иваном Ивановичем Голицыным "не взял списков", за что по приказанию царя посажен в тюрьму в Алексине. В 1590 году назначен воеводой в Псков, где в этом же году и скончался.
Единственный сын стольник Иван Михайлович Одоевский (упомянут в 1610 году).

## Критика
Историк П. Н. Петров в своём труде: «История родов русского дворянства», годом смерти князя Михаила Никитича обозначает († 1653), очевидно смешивая его со внуком — князем Михаилом Никитичем, сыном не Никиты Романовича, а Никиты Ивановича.